# The Betrayal - Nerakhoon
Pour l’article homonyme, voir The Betrayal (film, 1948).
Pour plus de détails, voir Fiche technique et Distribution.
The Betrayal - Nerakhoon est un film américain réalisé par Ellen Kuras et Thavisouk Phrasavath, sorti en 2008.

## Synopsis
Le film suit un émigré laotien à New York évoquant la fuite de sa famille durant la guerre civile laotienne à laquelle des troupes américaines ont pris part et ses difficultés d'intégration.

## Fiche technique
- Titre : The Betrayal - Nerakhoon
- Réalisation : Ellen Kuras et Thavisouk Phrasavath
- Scénario : Ellen Kuras et Thavisouk Phrasavath
- Musique : Howard Shore
- Photographie : Ellen Kuras
- Montage : Thavisouk Phrasavath
- Production : Flora Fernandez-Marengo et Ellen Kuras
- Société de production : P. O. V., The American Documentary et isotopefilms
- Société de distribution : The Cinema Guild (États-Unis)
- Pays de production :  États-Unis
- Genre : Documentaire
- Durée : 96 minutes
- Date de sortie : 
  - États-Unis : 21 novembre 2008

## Distinctions
Le film a été nommé à l'Oscar du meilleur film documentaire en 2009.